# Svatební šaty

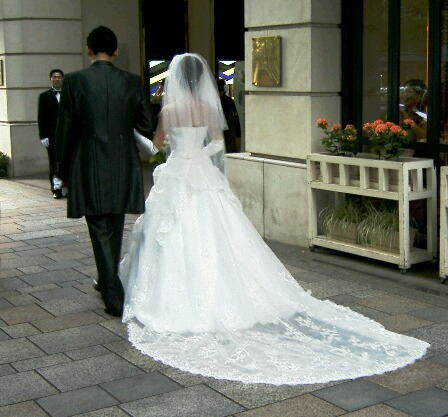
Nevěsta ve svatebních šatech

Svatební šaty jsou společenský dámský oděv, speciálně navržený a vyhotovený pro sňatek. Pro výrobu svatebních a společenských šatů vzniklo v posledních padesáti letech celosvětové průmyslové odvětví s mnoha výraznými značkami.

## Střihy
Roku 1840, kdy se anglická královna Viktorie provdala za Alberta ze Saxe, měla na sobě zářivě bílé šaty. Jelikož se i ostatní nevěsty chtěly cítit jako královna, započala tímto tradice, která stanovila základní barvu svatebních šatů. V tomto a minulém století se nosily šaty splývavého, korzetového nebo bohatého střihu, s různými délkami sukní, nebo kostýmy, obvykle v bílé nebo krémové barvě. Stále častěji se objevují svatební šaty výrazných barev či s etnickými prvky. Módní návrháři, které si největší svatební firmy objednávají pro design nových kolekcí, pravidelně představují extravagantní svatební šaty, které odhalují intimní partie nebo se jinak vymykají sériové produkci.

## Svatební průmysl
Dá se tak nazvat od počátku 20. století. Rozmach svatebního průmyslu přišel v druhé polovině 20. století především v Itálii, Francii a Španělsku a stále trvá. Svatební průmysl se skládá z výrobců, svatebních salonů a specializovaných zprostředkovatelských agentur zařizujících tzv. svatby na klíč.

## Distribuce svatebních šatů
V Česku je zvykem si svatební šaty pronajímat na 4-5 dní (čtvrtek až pondělí) ve specializovaných svatebních salonech, ve většině zemí jsou pouze k prodeji ve svatebních domech příslušného výrobce nebo dovozce.

Schéma distribuce svatebních šatů je v zahraničí i u nás shodné, pouze s opačným poměrem prodejů svatebních šatů oproti pronájmům 90% ku 10%:

- Výrobci mají sítě vlastních svatebních salonů (značkových obchodů) a poskytují licenci prodeje dovozcům (franšíza, jiná autorizace).
- Dovozci mají vlastní svatební salony či sítě svatebních salonů (značkových obchodů) a v souladu s obchodní politikou dodavatele buď poskytují sortiment ještě třetím osobám či nikoliv.[pozn. 1]
- Třetí osoby mají svatební salony, nemají franšízu nebo autorizaci, a sortiment nakupují od výrobců a dovozců.[pozn. 2]